# Xanthoparmelia neoreptans
Xanthoparmelia neoreptans är en lavart som beskrevs av Hale. Xanthoparmelia neoreptans ingår i släktet Xanthoparmelia och familjen Parmeliaceae.   Inga underarter finns listade i Catalogue of Life.